# ビカリエラ
ビカリエラ（学名：Vicaryella）は、古第三紀始新世から新第三紀中新世にかけてアジア地域の熱帯から亜熱帯にかけて生息した、絶滅した巻貝の属。日本の北海道からも化石が発見されており、当該地域までかつて熱帯～亜熱帯環境が広がっていたことを示唆する。日本ではビカリアとともに中新世の代表的な巻貝化石として知られるが、ビカリアとの近縁性や生態の類似に懐疑的な見解もある。

## 命名
高橋 (2020)によれば、ビカリエラ属の属名 Vicaryella は京都大学の竹山が未発表原稿内で使用した原稿名として、池辺 (1934)の「滋賀県甲賀郡東部の中新統」に登場した。これは和歌山県で産出したCerithium baculumと岐阜県で産出したCerithium ishiianumに対して当てられたものであり、タイプ種は指定されていなかったという。
ビカリエラ属は Yabe and Hatai (1938)によりPotamididaeの属として正式に命名された。このときタイプ種に指定された種は、現在の朝鮮民主主義人民共和国の咸鏡北道明川郡に分布する中部中新統の明川層群坪六洞層から産出した、Vicaryella tyosenica であった。
また同時にYabe and Hatai (1938)はタイプ種以外に3種のビカリエラ属を命名しており、このうち2種は Cerithium baculum と Cerithium ishiianum をビカリエラ属に再分類することによって行われた。属名と種小名の組み合わせの変化に伴い、この2種の種名は Vicaryella bacula と Vicaryella ishiiana となり、性が変化した。Yabe and Hatai (1938)で命名されたもう1つの種は Vicaryella nipponica であった。

## 特徴
ビカリエラはビカリアと類似するが、ビカリアと比較して細長くかつ小型であり、またその殻の形態が特異的でないと後藤 (1971)により評価されている。菅野 (1986)によれば、ビカリエラ属を命名した Yabe and Hatai (1938)は、外唇に二重の湾入（sinus）が存在すること、殻軸の折り重なりが顕著であること、外唇の内側に歯状襞が存在すること、螺環の装飾が精密であることからビカリアとの区別が付くとしている。高橋 (2020)は歯状襞の有無に加えて、開口部が卵型であること、幼貝の螺肋の太さがほぼ同等であることから、ビカリエラ属と他の属を区別している。

## 上位分類
従来的に、ビカリエラ属はビカリア属と共に軟体動物門腹足綱のうちキバウミニナ科（Potamididae）に分類されてきた。
一方で、高橋 (1989)は日本古生物学会年会においてVicaryella tyosenicaを中心とするビカリエラ属をCerithiidae (en) に分類し、"Vicaryella" ishiianaと"Vicaryella" notoensisをPotamididaeとして区別した。これは高橋 (2020)においても同様であり、Cerithidaeについて浅海砂底を好む分類群とし、またPotamididaeに位置付けた2種と生態・形態的に異なるとしている。高橋 (2020)はビカリアをPotamididaeと近縁としているため、高橋 (2020)の見解に従えばビカリアとビカリエラは従来の見解よりも遠縁となる。
なお高橋 (2020)はPotamididaeを「ウミニナ科」、Cerithiidaeを「カニモリ科」と日本語で呼称している。本項ではPotamididaeの訳語として「キバウミニナ科」を、Cerithiidaeの訳語として「オニノツノガイ科」を採用する。

## 下位分類
以下の種の一覧は高橋 (2020)の見解に従う。

### 種
Vicaryella tyosenica
命名：Yabe and Hatai, 1938
タイプ種。朝鮮民主主義人民共和国の咸鏡北道明川郡にて中部中新統の坪六洞層から産出している。
幼貝は顆粒状の螺肋を3本有しており、これらは中央の螺肋がやや細いもののおおむね等しい太さである。3本のうち最上の螺肋は成長に伴って次体層で10～12本の刺状突起が発達し、また螺肋に沿ってその直上にごく細い螺脈が3～4本走る。肋の間の螺脈は成貝において発達する。螺肋の突起・顆粒や螺脈自体の発達には個体差がある。内唇には滑層が、軸唇には発達した1本の襞が存在する。大きく外側に拡大した殻口部の外唇の内側に歯状襞を持つとされる。
Vicaryella bacula
命名：(Yokoyama, 1923)
和歌山県白浜町の鉛山層群中部や滋賀県土山町の鮎河層群から産出している。
Yokoyama (1923)によると刺状突起は約10本で、その下位に顆粒状の螺脈が2列存在し、また多数の螺脈が体層を装飾する。また竹山 (1930)はホロタイプ標本と同一の産地から得られた別の標本とホロタイプ標本を観察し、発達した襞が軸柱に存在することを指摘している。
元々Yokoyama, 1923によりCerithium baculumとして命名された本種であるが、竹山 (1930)によりCalavaに編入され、その後ビカリエラ属に編入されるという分類の変遷を辿っている。またYokoyama (1923)で記載に用いられたホロタイプ標本が既に紛失していることもあり、他種あるいは他属の標本が本種として報告される混乱が生じている。
Vicaryella ancisa
命名：(Yokoyama, 1929)
島根県の唐鐘層の沖合の堆積物から産出している。石川県能登半島の東院内層でも本種とされる標本が産出しているが、高橋 (2020)は別種の可能性も指摘している。また、富山県富山市の八尾層から産出した未定種の標本と酷似する本種とされる標本も存在する。
棘状突起の数は10本で、体層や次体層には顆粒状の螺脈が数多く存在する。
後藤 (1971)ではCerithium（Proclava）ancistimとして扱われ、ビカリエラ属から除外されている。
Vicaryella otukai
命名：(Nomura, 1935)
本種のタイプ標本はOtuka (1934)により Cerithium aff. ishiianum と同定し、Nomura (1935)が新種 Cerithium (Proclava) otukai と記載・命名した標本である。Kameda (1960)やMizuno (1964)でVicaryella tyosenicaの亜種として扱われたが、高橋 (2020)により別種として扱われている。岩手県に分布する門ノ沢層群館層や青森県に分布する磯松層で報告がある。
螺肋の刺状突起が次体層で15～16本とV. tyosenicaよりも多い点で区別することができるほか、螺脈の発達が見られる点も特徴である。
Vicaryella sirakii
命名：(Makiyama, 1936)
V. tyosenicaと同じく朝鮮半島の明川地域で発見されているほか、日本の富山県でも発見されている。
Makiyama (1936)により Cerithidea (Cerithideopsilla) sirakii として記載・命名された。高橋 (2020)は軸柱に発達した1本の襞があること、および3本の螺肋のうち最上部の肋で顆粒が少なくかつ大型であることを指摘し、ビカリエラ属に再分類した。ただしこの顆粒は棘状突起として発達しておらず、本種の形態はA. ancisaから派生したネオテニーである可能性がある。
Vicaryella jobanica
命名：Kamada, 1968
茨城県北部の湯長谷層群椚平層から産出している。初期中新世前期の種であり、日本における中新世のビカリエラ属の種の祖先と考えられている。
殻がやや大きく、次体層で約10本の棘状突起を持ち、また3本のうち最下部の螺肋で顆粒が発達する。肋の間には平らな2次脈が存在する。
Vicaryella martini
命名：Shuto, 1978
ジャワ島から産出している中期中新世の種。

### ジュニアシノニムとされる種
Vicaryella atsukoae
命名：(Otuka, 1934)
岩手県二戸市の門ノ沢層から産出している。
V. otukaiよりも小型で、また螺層は平坦あるいは弱く膨らんでいる。螺層には3列の結節あるいは顆粒状の螺肋が存在しており、最も上位の螺肋の顆粒は成長と共に、細い螺糸の装飾を伴う棘状突起となる。棘状突起の数は体層で10本、次体層で16本である。外側に広がる外唇の内側には多数の襞が存在し、内唇は厚い滑層を持つ。
Otuka (1934)により Batillaria atsukoaeとして記載・命名された。Otuka (1937・1938)によればV. ancisaのジュニアシノニム。
Vicaryella nipponica
命名：Yabe and Hatai, 1938
岡山県津山市の勝田層群吉野層、埼玉県小川町の小川町層群五反田層から産出しており、また類似する化石が島根県松江市の出雲層群松江層から報告されている。
高橋 (2020)は本種とV. atsukoaeが酷似することを指摘している。V. atsukoaeがOtuka (1937・1938)によりV. ancisaのジュニアシノニムとされているため、高橋 (2020)の見解に倣うならば本種も自動的にV. ancisaのジュニアシノニムとなる。
Vicaryella teshimae
命名：Kanno and Ogawa, 1964
北海道夕張地域の滝ノ上層から産出している。V. otukaiのジュニアシノニム。

### 別属とされる種

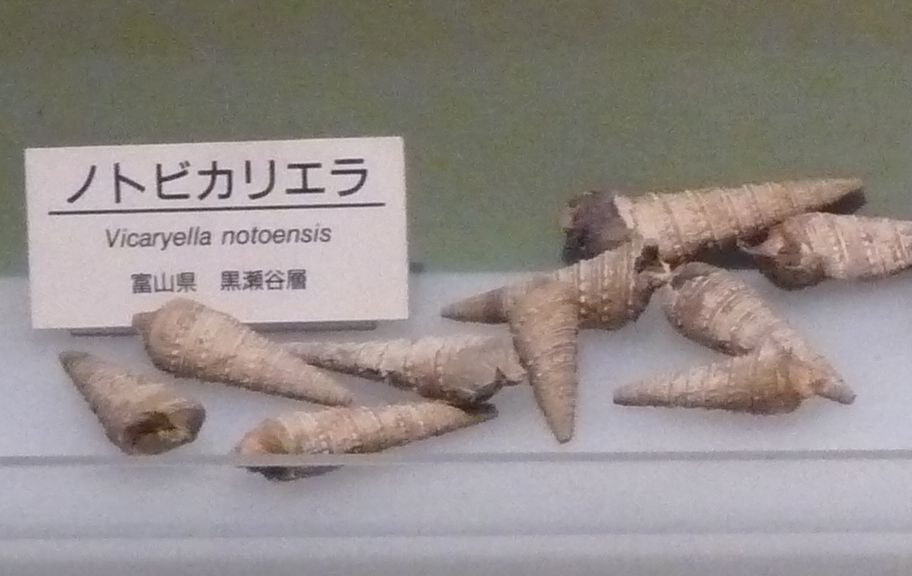
ノトビカリエラ（Vicaryella notoensis）

Vicaryella ishiiana
命名：(Yokoyama, 1926)
福井県福井市の国見層、岐阜県山岡町の瑞浪層群遠山層、富山県の八尾層群黒瀬谷層、福島県の中山層、秋田県男鹿市の台島層から産出している。「イシイビカリエラ」の和名がある。
Yokoyama (1926)によりCerithium ishiianumとして記載され、Yabe and Hatai (1938)により本属に編入された経緯を持つ。高橋 (2020)は本種をビカリエラ属から除外し、Menkrawia属に再分類している。
Vicaryella notoensis
命名：Masuda, 1955
福井県福井市の国見層、石川県の東印内層、富山県の八尾層群黒瀬谷層、新潟県相川町の下戸層から産出している。
高橋 (2020)は本種をビカリエラ属から除外し、Menkrawia属に再分類している。

## 産出状況と古環境
従来的に、ビカリエラ属は現生のキバウミニナ科の生態を参考とし、汽水棲の巻貝とされてきた。後藤 (1971)はビカリエラ属とビカリア属をまとめ、これらと化石の共産する分類群を挙げている。具体的には脊椎動物では束柱目のデスモスチルスやパレオパラドキシア、長鼻目のゴンフォテリウム、鯨類のアウロフィゼター、サメのメガロドンやメジロザメ属を挙げている。共産する軟体動物ではアカガイ属、ウミニナ属、オキシジミ属（Cyclina）、イタボガキ属、ムラサキガイ科が代表的としている。
しかし高橋 (2020)はこれに異を唱えている。高橋 (2020)によれば、V. sirakii以外のビカリエラ属はビカリア属やアカガイ属と共産しておらず、共産しているV. notoensisやV. ishiianaはMenkrawia属に属する。また従来ビカリエラ属は内湾潮間帯の砂泥底に生息する"Arcid-Potamid"群集の主要構成要素とされてきたが、高橋 (2020)によればこの主要構成要素はMenkrawia属に編入された2種の方であり、ビカリエラ属はより沖合側の潮下帯に生息したという。この場合、ビカリエラ属と共産する軟体動物はSiratoria siratoriensis（シラトリアサリ）やDosinia nomuraiとなる。